# Б'єнвену Андрямалала
Б'єнвену Андрямалала (фр. Bienvenu Andriamalala; нар. 2 квітня 1990) — мадагаскарський борець вільного стилю, триразовий срібний призер чемпіонатів Африки.

## Життєпис
Боротьбою почав займатися з 1997 року.
Тренувався у тренувальному центрі FILA міста Тієс, Сенегал. Тренери — Франсуа Ракотоарінала, Віктор Кодей.

## Спортивні результати на міжнародних змаганнях

### Виступи на Чемпіонатах світу
| Змагання                        | Збірна     | Вагова категорія          | Місце |
| ------------------------------- | ---------- | ------------------------- | ----- |
| Чемпіонат світу з боротьби 2010 | Мадагаскар | вільна боротьба, до 55 кг | 23    |
| Чемпіонат світу з боротьби 2011 | Мадагаскар | вільна боротьба, до 55 кг | 26    |
| Чемпіонат світу з боротьби 2013 | Мадагаскар | вільна боротьба, до 55 кг | 21    |

### Виступи на Чемпіонатах Африки
| Змагання                         | Збірна     | Вагова категорія          | Місце  |
| -------------------------------- | ---------- | ------------------------- | ------ |
| Чемпіонат Африки з боротьби 2010 | Мадагаскар | вільна боротьба, до 55 кг | 5      |
| Чемпіонат Африки з боротьби 2011 | Мадагаскар | вільна боротьба, до 55 кг | Срібло |
| Чемпіонат Африки з боротьби 2012 | Мадагаскар | вільна боротьба, до 55 кг | Срібло |
| Чемпіонат Африки з боротьби 2013 | Мадагаскар | вільна боротьба, до 55 кг | Срібло |

### Виступи на інших змаганнях
| Змагання                                                       | Збірна     | Вагова категорія          | Місце |
| -------------------------------------------------------------- | ---------- | ------------------------- | ----- |
| Олімпійський кваліфікаційний турнір з боротьби 2012 (Марракеш) | Мадагаскар | вільна боротьба, до 55 кг | 7     |
| Олімпійський кваліфікаційний турнір з боротьби 2012 (Тайюань)  | Мадагаскар | вільна боротьба, до 55 кг | 20    |
| Гран-прі «Іван Яригін» 2013                                    | Мадагаскар | вільна боротьба, до 55 кг | 32    |
| Гран-прі Іспанії з боротьби 2013                               | Мадагаскар | вільна боротьба, до 55 кг | 10    |